# Patricia Quinn
Patricia Quinn (Belfast, 28 maggio 1944) è un'attrice teatrale e cinematografica britannica proveniente dall'Irlanda del Nord, nota per il suo ruolo di Magenta sia nel musical The Rocky Horror Show che nel suo adattamento cinematografico The Rocky Horror Picture Show.
Sono sue le labbra riprese nella sequenza iniziale del film, che si muovono in sincronia con il testo della canzone di apertura "Science Fiction/Double Feature", cantata in realtà dall'autore e attore Richard O'Brien.

## Biografia
Nel 1995 divenne la quarta moglie di Robert Stephens.

## Filmografia parziale

### Cinema
- Where Has Poor Mickey Gone?, regia di Gerry Levy (1964)
- Alice's Restaurant, regia di Arthur Penn (1969)
- Up the Chastity Belt, regia di Bob Kellett (1972)
- Up the Front, regia di Bob Kellett (1972)
- The Alf Garnett Saga, regia di Bob Kellett (1972)
- The Rocky Horror Picture Show, regia di Jim Sharman (1975)
- Sebastiane, regia di Derek Jarman e Paul Humfress (1976)
- La spada di Hok (Hawk the Slayer), regia di Terry Marcel (1980)
- The Outsider, regia di Tony Luraschi (1980)
- Shock Treatment - trattamento da sballo! (Shock Treatment), regia di Jim Sharman (1981)
- Monty Python - Il senso della vita (The Meaning of Life), regia di Terry Jones (1983)
- Tamara Drewe - Tradimenti all'inglese (Tamara Drewe), regia di Stephen Frears (2010)
- Le streghe di Salem (The Lords of Salem), regia di Rob Zombie (2012)

### Televisione
- Van der Valk – serie TV, episodio 1x02 (1972)
- Io Claudio imperatore (I, Claudius) – miniserie TV, 4 puntate (1976)
- I Professionals (The Professionals) – serie TV, episodio 1x12 (1978)
- Bella e la bestia (Beauty and the Beast), regia di Fielder Cook – film TV (1980)
- Racconti del brivido (Hammer House of Horror) – serie TV, episodio 1x01 (1980)
- Il brivido dell'imprevisto (Tales from the Unexpected) – serie TV, episodio 3x07 (1980)
- Fox – serie TV, 2 episodi (1980)
- Doctor Who – serie TV, 2 episodi (1987)
- L'asso della Manica (Bergerac) – serie TV, episodio 6x02 (1988)
- Metropolitan Police – serie TV, episodio 7x82 (1991)

## Doppiatrici italiane
- Lorenza Biella in Le streghe di Salem